# Raunefjorden
Le Raunefjorden est un détroit du comté de Vestland, en Norvège. 

## Géographie
Le détroit sépare la péninsule continentale de Bergen et l'île de Sotra. La municipalité de Bergen est située du côté est sur le continent et la municipalité d'Øygarden à l'ouest sur Sotra. Le détroit est délimité au nord par les îles de Bjorøyna et de Tyssøyna (en) et au sud par les îles de Bjelkarøy et de Lerøyna.